# Kuifkoekoek
De kuifkoekoek (Clamator glandarius) is een vogel uit de familie van de koekoeken (Cuculidae). De wetenschappelijke naam van de soort werd in 1758 als Cuculus glandarius gepubliceerd door Carl Linnaeus. Het is de grootste in Europa voorkomende koekoek.

## Kenmerken
De rug is grijsbruin met witte vlekken; de onderzijde is vaalwit. Het bovenste gedeelte van de kop is grijs. De kop draagt een onduidelijke kuif. De vogel is ongeveer even groot als de koekoek, maar lijkt groter vanwege zijn brede vleugels en lang smalle staart. De kuifkoekoek wordt 35 tot 41 centimeter lang en 125 gram zwaar. Hij 'koekoekt' niet.

## Leefwijze
Ze voeden zich met grote harige rupsen, sprinkhanen en kleine hagedissen, die ze gewoonlijk van de grond pikken en daar ook verorberen. De harige rupsen worden eerst van de 'haren' ontdaan voordat ze worden opgegeten.

## Voortplanting
De kuifkoekoek is een broedparasiet die zijn eieren vooral in nesten van de kraaiachtigen (onder andere de ekster en kraaien) en spreeuwachtigen legt. Anders dan de koekoek gooit het kuiken van de kuifkoekoek de andere kuikens niet uit het nest. Het jong van de kuifkoekoek groeit wel sneller dan de andere kuikens, en krijgt meer voedsel van zijn pleegouders. Na een week zitten de kuifkoekoekkuikens op de helft van het uitvlieggewicht.
Wijfjes kunnen twaalf tot vijfentwintig eieren in een seizoen onderbrengen. De jongen van het gastgezin zijn van opvallend minder gewicht dan in een nest waar geen jonge kuifkoekoek wordt grootgebracht. Er worden soms meer dan één ei in nesten van gastgezinnen gelegd.

## Verspreiding en leefgebied
Het is een vogel van halfopen gebieden met struikgewas en boomgroepen. De kuifkoekoek komt voor in delen van Afrika onder de Sahara, Klein-Azië tot in West-Iran en in delen van Noord-Afrika en Zuid-Europa. In het noorden en in het zuiden (Zuid-Afrika) is het een trekvogel die in de winter naar warmere gebieden trekt.
Het zijn broedvogels in Zuidwest-Europa, het Middellandse Zeegebied, het Midden-Oosten en Afrika. Zij trekken in augustus en september naar Afrika om te overwinteren en keren terug naar de broedgebieden vanaf eind maart.
In West-Europa is de kuifkoekoek een dwaalgast. In Nederland zijn tot 2021 in totaal 29 geaccepteerde waarnemingen door de Dutch Birding Association geregistreerd.

## Status
De kuifkoekoek heeft een groot verspreidingsgebied en daardoor alleen al is de kans op uitsterven gering. De grootte van de populatie is in 2016 geschat op 3–10,5 miljoen volwassen vogels. Er is geen aanleiding te veronderstellen dat de soort in aantal achteruit gaat. Om die redenen staat de kuifkoekoek als niet bedreigd op de Rode Lijst van de IUCN.